# Memoriał Andrzeja Trochanowskiego
Il Memoriał Andrzeja Trochanowskiego è una corsa in linea maschile di ciclismo su strada che si svolge con cadenza annuale a Baboszewo, nel voivodato polacco della Masovia.
Creato nel 1989, fino al 2000 era riservato ai dilettanti. Dal 2005 fa parte del calendario UCI Europe Tour come prova per la classe 1.2.

## Albo d'oro
Aggiornato all'edizione 2024.
| Anno    | Vincitore                             | Secondo                               | Terzo                                 |
| ------- | ------------------------------------- | ------------------------------------- | ------------------------------------- |
| 1989    | Stanislaw Trzeciak                    |                                       |                                       |
| 1990    | Robert Rzechnik                       |                                       |                                       |
| 1991    | Grzegorz Gronkiewicz                  |                                       |                                       |
| 1992    | Piotr Chmielewski                     |                                       |                                       |
| 1993    | Anatolij Čubar                        |                                       |                                       |
| 1994    | Ihor Cuzlančev                        |                                       |                                       |
| 1995    | Pawel Niedzwiedzki                    |                                       |                                       |
| 1996    | Raimondas Rumšas                      |                                       |                                       |
| 1997    | Grzegorz Wajs                         |                                       |                                       |
| 1998    | Marek Wrona                           |                                       |                                       |
| 1999    | Oleksij Nakaznyj                      |                                       |                                       |
| 2000    | Jaroslaw Rebiewski                    |                                       |                                       |
| 2001    | Piotr Wadecki                         | Hubert Nowak                          | Grzegorz Gronkiewicz                  |
| 2002    | Bohdan Bondarjev                      | Hubert Nowak                          | Chris Fisher                          |
| 2003    | Pawel Szaniawski                      | Marcin Sapa                           | Oleksandr Klymenko                    |
| 2004    | Mariusz Witecki                       | Sebastian Jezierski                   | Dariusz Skoczylas                     |
| 2005    | František Raboň                       | Piotr Zaradny                         | Sebastian Jezierski                   |
| 2006    | Piotr Chmielewski                     | Marcin Sapa                           | Maroš Kováč                           |
| 2007    | Tomasz Lisowicz                       | Piotr Zaradny                         | Lukasz Podolski                       |
| 2008    | Tomasz Kiendys                        | Artur Detko                           | Pavel Zitta                           |
| 2009    | Mateusz Taciak                        | Tomasz Kiendys                        | Dariusz Rudnicki                      |
| 2010    | André Schulze                         | Adam Wadecki                          | Krzysztof Jezowski                    |
| 2011    | André Schulze                         | Krzysztof Jezowski                    | Marek Cichosz                         |
| 2012    | Tomasz Smolen                         | Andrzej Bartkiewicz                   | Sylvester Janiszewski                 |
| 2013    | Konrad Dąbkowski                      | Grzegorz Stępniak                     | Dzmitrij Surawiec                     |
| 2014    | Kamil Gradek                          | Kamil Zielinski                       | Lukasz Bodnar                         |
| 2015    | Mateusz Nowak                         | Paweł Franczak                        | Kacper Gronkiewicz                    |
| 2016    | Alois Kaňkovský                       | Adrian Teklinski                      | Blazej Janiaczyk                      |
| 2017    | Alois Kaňkovský                       | Grzegorz Stępniak                     | Eryk Latoń                            |
| 2018    | Alois Kaňkovský                       | Sylwester Janiszewski                 | Paweł Franczak                        |
| 2019    | Alois Kaňkovský                       | Maciej Paterski                       | František Sisr                        |
| 2020-21 | annullato per la Pandemia di COVID-19 | annullato per la Pandemia di COVID-19 | annullato per la Pandemia di COVID-19 |
| 2022    | Tobias Nolde                          | Tim Bierkens                          | Mārtiņš Pluto                         |
| 2023    | Itamar Einhorn                        | Stanisław Aniołkowski                 | Norbert Banaszek                      |
| 2024    | Norbert Banaszek                      | Magnus Bak Klaris                     | Bartłomiej Proć                       |
| 2025    | Marceli Bogusławski                   | Rotem Tene                            | Lars Rouffaer                         |